# 枫树之歌
《枫树之歌》（日语：カエデの木のうた）是日本NHK教育频道节目《躲猫猫！》中的一首插曲，由三浦德子作词，淳君作曲。取材原型是位于长野县北安昙郡池田町大峰高原的七色大枫树。
该歌曲于2016年5月发行了20周年版本，由《躲猫猫！》的历代小姐姐演唱，收录在CD专辑《躲猫猫！干杯！！》（いないいないばあっ！かんぱーい！！）中。

## 翻唱
- 《躲猫猫！》中国版《咿呀咿呀》有翻唱该歌曲的中文版。[4]
- 《躲猫猫！》越南版《Ú Òa!》亦有翻唱该歌曲的越南语版本，歌名为《枫树》（越南语：／）。
- 在2021年12月31日播出的特别节目《汪汪25》中，早安少女组也演唱了这首歌曲。[5]
- 上白石萌歌也曾在中演唱过《枫树之歌》。